# Alex Haley
Alex Haley (anglès: Alexander Murray Palmer Haley)  (Ithaca, 11 d'agost de 1921 - Seattle, 10 de febrer de 1992) va ser un periodista i escriptor estatunidenc conegut per se l'autor del llibre de 1976 Roots: The Saga of an American Family, que la cadena ABC va adaptar com a minisèrie de televisió el 1977 amb una audiència rècord de 130 milions d'espectadors. Als Estats Units d'Amèrica, el llibre i la minisèrie van fer augmentar la consciència pública de la història dels afroamericans i van inspirar un ampli interès per la genealogia i la història familiar.

## Malcom X. El poder negre

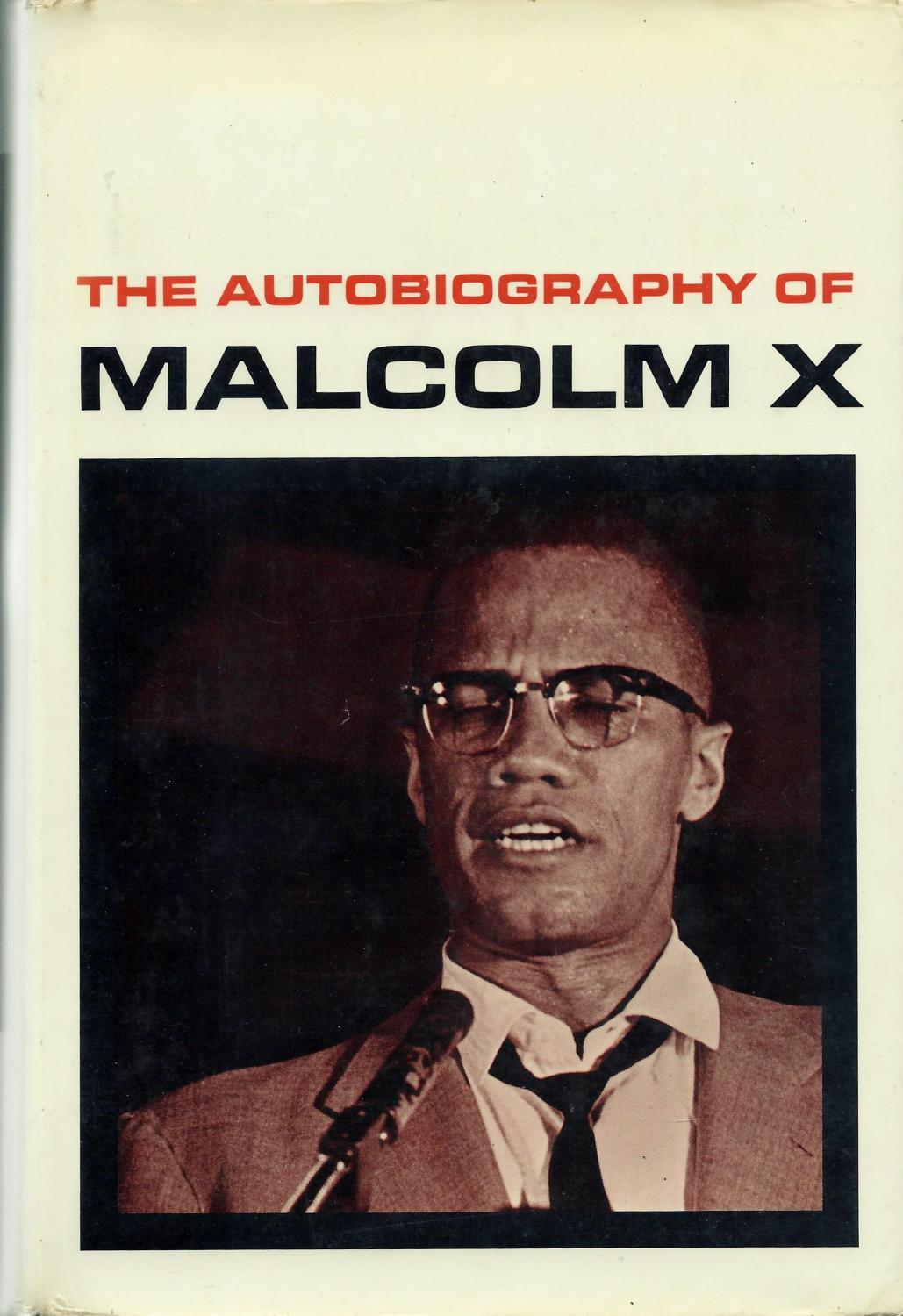

El primer llibre de Haley va ser Malcom X. El poder negre,publicat el 1965, una col·laboració feta per mitjà de nombroses entrevistes amb l'activista pels drets humans Malcolm X. El llibre descriu la trajectòria de Malcolm X, des de la seva vida de delinqüent de carrer fins a convertir-se en portaveu de la Nació de l'Islam passant per la seva conversió al sunnisme, així com la seva filosofia basada en el nacionalisme negre i el panafricanisme. Haley va escriure un epíleg al llibre resumint el final de Malcolm X, inclòs el seu assassinat a l'Audubon Ballroom de Nova York.
Malcom X. El poder negre ha estat un best-seller constant des de la seva publicació de 1965. The New York Times va documentat que sis milions de còpies del llibre s'havien venut el 1977. El 1998 la revista Time va classificar Malcom X. El poder negre com un dels 10 llibres de no-ficció més influents del segle xx.

## Obra publicada
- Malcom X. El poder negre (1965)
- Super Fly T.N.T. (1973)
- Roots: The Saga of an American Family (1976)
- Alex Haley Tells the Story of His Search for Roots (1977)
- Palmerstown, U.S.A. (1980–1981)
- A Different Kind of Christmas (1988)
- Queen: The Story of an American Family (1992)
- Alex Haley: The Playboy Interviews (1993)
- Never Turn Back: Father Serra's Mission (Stories of America) (1993)
- Mama Flora's Family (1998)